# Jaguar XJR-5
Chronologie des modèles
Jaguar XJR-7
La Jaguar XJR-5 est une voiture de course développée et construite par  Group 44, Inc.'s pour Jaguar dans le but de participer, à partir de 1982, au Championnat IMSA GT. Les Jaguar XJR-5 ont concouru jusqu'en 1985, avant que Jaguar la remplace par la Jaguar XJR-7.

## Genèse

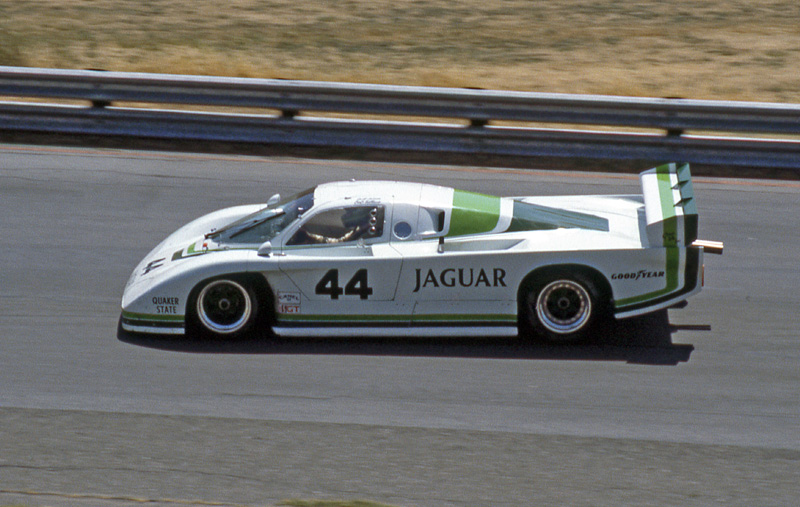
Jaguar XJR-5

A la fin des années 1970, les Jaguars disparaissaient rapidement des routes du monde et l'entreprise avait désespérément besoin d'intéresser à nouveau les acheteurs de voitures à la marque. Le directeur général John Egan pensait qu'un programme de course était essentiel, en particulier sur un marché américain moribond. Il a donc consulté le directeur exécutif de Jaguar aux États-Unis, Mike Dale, au sujet d'une voiture admissible à la nouvelle classe de prototype GTP de l'IMSA ainsi qu'aux 24 heures du Mans.
Mike Dale savait exactement à qui s'adresser pour diriger le programme. Bob Tullius et son équipe du Groupe 44 entretenaient une longue relation avec Jaguar et faisaient campagne depuis 20 ans sur les voitures de sport britanniques en Amérique, et Mike Dale admirait la détermination de Bob Tullius ainsi la préparation impeccable des voitures de son équipe pour la compétition. Le programme de course Triumph TR8 du Groupe 44 venait juste de se terminer après l'arrêt de la production de la voiture par Triumph de la voiture, et que Bob Tullius serait libre de développer la nouvelle voiture de course Jaguar.
Bob Tullius partit à la recherche du talent dont il avait besoin et revint à l'atelier avec Lee Dykstra, designer et constructeur respecté, qui emmena avec lui Max Schenkel et Randy Wittine, expert en aérodynamique. L'objectif de conception de Lee Dykstra était une voiture avec un bon équilibre entre traînée et portance. Un toit a été ajouté et la queue a été reconfigurée pour se conformer aux règles IMSA/FIA, et, après de longs travaux en soufflerie avec des maquettes à l'échelle afin de façonner le soubassement de la voiture, le XJR-5 a été achevé à temps pour le mois d'août 1982.

## Palmarès
- IMSA : 500 km de Road Atlanta 1983 (Châssis 004)[2] ;
- IMSA : 3 Heures de Lime Rock 1983 (Châssis 004)[2] ;
- IMSA : 6 Heures de Mosport 1983 (Châssis 005)[2] ;
- IMSA : 50 Miles de Pocono 1983 (Châssis 005)[2] ;
- IMSA : 3 Heures de Miami 1984 (Châssis 006)[3] ;
- IMSA : 500 km de Road Atlanta 1985 (Châssis 009)[4].

## Pilotes
- Bill Adam (en) (15)
- Tony Adamowicz (en) (1)
- Jim Adams (2)
- Claude Ballot-Léna (3)
- Pat Bedard (en) (7)
- Doc Bundy (en) (14)
- Brian Fuerstenau (1)
- Hurley Haywood (25)
- David Hobbs (1)
- Brian Redman (32)
- Chip Robinson (18)
- Bob Tullius (48)
- John Watson (1)